# Argonychiurus
Argonychiurus is een springstaartengeslacht uit de familie van de Onychiuridae. De wetenschappelijke naam van het geslacht is voor het eerst geldig gepubliceerd in 1949 door Bagnall.

## Soorten
De volgende soorten zijn bij het geslacht ingedeeld:
- Argonychiurus bertrandi (Denis, 1936)[3]
- Argonychiurus fistulosus (Gisin, 1956)[4]
- Argonychiurus perforatus (Handschin, 1920)[5]
- Argonychiurus bogheani (Gruia, M, 1989)[6]
- Argonychiurus lenticularius (Gisin, 1962)[7]
- Argonychiurus papulosus (Gisin, 1964)[8]
- Argonychiurus multiocellatus Djanashvili et al., 2014[9]